# Ceratopipra erythrocephala
El saltarín cabecidorado (en Colombia y Venezuela) (Ceratopipra erythrocephala), también denominado saltarín capuchidorado (en Ecuador) o saltarín de cabeza dorada (en Perú), es una especie de ave paseriforme de la familia Pipridae perteneciente al género Ceratopipra. Es nativo del extremo sureste de América Central y del norte de América del Sur.

## Distribución y hábitat
Se distribuye desde el este de Panamá, por Colombia, hacia el este por Venezuela, Trinidad, Guyana, Surinam, Guayana francesa y norte de Brasil al norte del medio y bajo río Amazonas y hacia el oeste y sur por Ecuador hasta el norte del Perú y noroeste de Brasil, al norte del alto Amazonas. No es encontrado al sur de los ríos Amazonas o Ucayali.
Esta especie es considerada común en sus hábitats naturales: los estratos medio y bajo de selvas húmedas, bosques secundarios y plantaciones. Su límite de altitud superior es por lo general aproximadamente 1100 m, pero de vez en cuando son encontrados hasta  los 1500 m s. n. m.

## Descripción
Como otro saltarines, el saltarín cabecidorado es un ave forestal compacto, con colores brillantes, que mide en promedio 9,4 cm de longitud y pesa 12,5 g. El plumaje del macho adulto es negro con excepción de la cabeza dorada, los muslos blancos y rojos, las piernas rosadas y el pico amarillento. Las hembras y los machos juveniles tienen un plumaje verde oliva y se parecen a las hembras del saltarín barbiblanco Manacus manacus, pero son más pequeños, con colas más cortas y tienen piernas rosáceas (no naranja brillante). El saltarín cabecidorado tiene varias llamadas, incluso un zumbido «pir pir prrrrrt».

## Comportamiento

### Alimentación
Como otros saltarines se alimenta de frutas y algunos insectos.

### Reproducción
Los machos dan una demostración de cortejo fascinante en un lek comunal. Cada macho ocupa una percha horizontal a seis a doce metros de altura y brinca rápidamente, se desliza, o se lanza a otras perchas. La demostración es acompañada por el zumbido de las alas y la llamada «zit-zit». Grupos de hasta doce aves pueden funcionar juntos. La hembra construye un nido llano a poca altura en un árbol; dos huevos amarillentos veteados son colocados, e incubados completamente por la hembra durante aproximadamente 16-17 días.

## Estado de conservación
La especie tiene una amplia distribución y es por lo tanto considerado una especie bajo preocupación menor por la Unión Internacional para la Conservación de la Naturaleza (IUCN).

## Sistemática

### Descripción original
La especie C. erythrocephala fue descrita por primera vez por el naturalista sueco Carlos Linneo en 1758 bajo el nombre científico Parus erythrocephalus; la localidad tipo es «Surinam».
El nombre genérico femenino «Ceratopipra» es una combinación de la palabra del griego «keras, keratos» que significa ‘cuerno’, y del género Pipra, los manaquines; y el nombre de la especie «erythrocephala», se compone de las palabras del griego «eruthros» que significa ‘rojo’, y «kephalos» que significa ‘de cabeza’.

### Taxonomía
Los datos genéticos indican una relación próxima con Ceratopipra mentalis, y estas dos siendo hermanas del par formado por C. rubrocapilla y C. chloromeros.

### Subespecies
Según la clasificación Clements Checklist/eBird, se reconocen tres subespecies, con su correspondiente distribución geográfica; la subespecie flammiceps es considerada indistinguible de berlepschi por algunos autores.
- Ceratopipra erythrocephala erythrocephala (Linnaeus, 1758) - este de Panamá, noroeste, centro norte y noreste de Colombia, Venezuela, Trinidad, las Guayanas y norte de Brasil (al norte del medio y bajo río Amazonas).
- Ceratopipra erythrocephala berlepschi (Ridgway, 1906) - sur y este de Colombia, este de Ecuador, centro norte y noreste del Perú, y noroeste de Brasil (al norte del alto Amazonas).
- Ceratopipra erythrocephala flammiceps (Todd, 1919) - este de Colombia (Santander).